# ニュートリノ天文学
ニュートリノ天文学（ニュートリノてんもんがく、英: neutrino astronomy）は、天文学の一分野。太陽や超新星爆発で生成されるニュートリノを観測し、天文現象の解明に役立てることを目的とする。ニュートリノ天文学はまだ発展途上の分野であり、確認されている地球外のニュートリノ源は太陽と超新星SN 1987Aのみである。
観測装置としてはカミオカンデ（解体済み）、スーパーカミオカンデ、カムランド、サドベリー・ニュートリノ天文台 (SNO)、ANTARES、BDUNT、
アイスキューブなどがある。
東京大学名誉教授の小柴昌俊、ペンシルベニア大学名誉教授のレイモンド・デービスがニュートリノ天文学のさきがけとなる成果をあげたとして、2002年にノーベル物理学賞を受賞した。

## 歴史
宇宙から飛来するニュートリノを検出する試みは1960年代から行われている。
1964年には、レイモンド・デービスらのグループが太陽ニュートリノを検出するために行われた予備実験の成果を報告している。
1967年から、デービスはアメリカ合衆国サウスダコタ州にあるホームステイク鉱山に設置した装置で太陽ニュートリノの観測を行い、太陽が核融合反応を起こしている証拠をつかんだ。しかし同時に、観測されたニュートリノが理論値の3分の1しかないという問題が発見された。これは太陽ニュートリノ問題と呼ばれる。
一方、1983年からカミオカンデで陽子崩壊実験を行っていた小柴らのグループは、1985年からペンシルベニア大学のグループと共同で実験装置を太陽ニュートリノの検出に使えるよう改造し、1987年1月1日から運用を開始した。これによって1989年、デービスの提唱した太陽ニュートリノ問題の存在を確認した。
1987年2月23日、南半球に超新星 SN 1987A があらわれ、重力崩壊に伴うニュートリノバーストが日本のカミオカンデ、アメリカのIMB、ロシアのBaksanの3箇所のニュートリノ検出器で検出された。観測成果はカミオカンデのグループによりまとめられ、同年4月に発表された。これにより、超新星爆発の理論モデルの正しさが検証された。一般にはこの出来事をもってニュートリノ天文学の幕開けとされる。
2002年、サドベリー・ニュートリノ天文台の研究チームによって、太陽由来とされるニュートリノからニュートリノ振動が検出され、太陽内部から放出されるニュートリノ減少に関する問題が解決された。
2006年現在、地球内部からの反電子ニュートリノを捉える実験等が進められている。また、アイスキューブ・プロジェクト等によって国際観測網の整備が進められている。

## 主要なニュートリノ天文台・観測プロジェクト
- スーパーカミオカンデ - 東京大学宇宙線研究所の実験装置。
- カムランド - 東北大学がカミオカンデの跡地に設置した実験装置。
- サドベリー・ニュートリノ天文台 (SNO) - カナダにあるニュートリノ天文台。重水を用いている。
- ANTARES - フランスのトゥーロン沖深度2500mの海底に光電子管アレイを敷設したニュートリノ望遠鏡。2008年より稼動。
- BDUNT - ロシアのバイカル湖において、深度1100mの湖底に設置されたニュートリノ望遠鏡。現在は192個の検出器をもつNT-200が稼働中。
- AMANDA - Antarctic Muon And Neutrino Detector Array。南極大陸の氷の下に設置されたニュートリノ望遠鏡。2005年に運用終了し、アイスキューブに引き継いだ。
- アイスキューブ - AMANDAに続き、南極大陸の氷の下、1400mから2400mの地点に総計約5000個の光電子増倍管からなる検出器を取り付け、ニュートリノ観測を行う国際共同観測プロジェクト。2011年完成予定。完成時の総体積は1 km3（スーパーカミオカンデの約2万倍の体積）。AMANDAよりも氷を活用した規模が拡大したことによって、より感度の高いニュートリノ観測を行うことができると期待されている。